# Coelinidea hopkinsii
Coelinidea hopkinsii är en stekelart som först beskrevs av William Harris Ashmead 1893.  Coelinidea hopkinsii ingår i släktet Coelinidea och familjen bracksteklar. Inga underarter finns listade i Catalogue of Life.